# Andrzej Skupiński
Andrzej Skupiński (pseudonim artystyczny Toluś) (ur. 12 lutego 1952 w Chorzowie, zm. 19 grudnia 2018) – polski aktor filmowy, artysta estradowy, śląski kabareciarz, polonista.

## Życiorys
Ukończył I Liceum Ogólnokształcące im. Juliusza Słowackiego w Chorzowie, następnie studiował filologię polską na Wyższym Studium Nauczycielskim Uniwersytetu Śląskiego w Katowicach – filia w Cieszynie.
W latach 1974–1977 i 1980–1993 nauczał języka polskiego w szkołach podstawowych, a następnie (1993–1995) był dziennikarzem gazety codziennej „Dziennik Śląski”. W międzyczasie pracował jako kierownik klubu studenckiego Uniwersytetu Śląskiego w Katowicach (1977–1978) oraz był bibliotekarzem w Centrum Kultury Budowlanych w Katowicach (1978–1980).
W 1988 został przyjęty w poczet członków Związku Polskich Autorów i Kompozytorów – ZAKR (sekcja literacka).
Zajmował się artystyczną działalnością estradową (kabaret, recitale autorskie, inscenizacje i reżyseria autorskich imprez estradowych). Pisał teksty artystyczne dla potrzeb estrady i filmu, przekładał teksty amerykańskiej klasyki estradowej (swing & musical), a także francuskiej, niemieckiej i rosyjskiej muzyki popularnej na język polski i śląski. Konsultował również prace dyplomowe (licencjackie, magisterskie) z szeroko pojętej humanistyki (polonistyka, muzykologia, historia sztuki, pedagogika ogólna, socjologia kultury).

## Dorobek

### Role wfilmach fabularnych
- Grzeszny żywot Franciszka Buły reż. Janusz Kidawa (1980) jako górnik Brzuska
- Anna i wampir reż. Janusz Kidawa (1981)jako tajniak
- Komedianci z wczorajszej ulicy reż. Janusz Kidawa (1986)
- Angelus reż. Lech Majewski (2001)
- Benek reż. Robert Gliński (2006)
- Kant-Pol reż. Eugeniusz Kluczniok (2006) – kino off (Klub Filmu Niezależnego – Rybnik)
- Wesołych świąt reż. Tomasz Jurkiewicz (2008) – film szkolny (U.Śl., Wydział RTV)
- Byzuch, reż. Eugeniusz Kluczniok – film off (Klub Filmu Niezależnego – Rybnik)

### Role wserialach TV
- Budniokowie i inni reż. Janusz Kidawa (1987)

### Role w dokumentach fabularyzowanych
- Lekcja polskiego reż. M. Fałat (1991)
- Pas Cnoty reż. Wojciech Królikowski (2006)

### Role w widowiskach muzycznych
- Kopidoł w musicalu Zolyty Mariana Makuli / Grzegorza Spyry
- Cześnik w musicalu Pomsta Mariana Makuli / Katarzyny Gaertner

### Inne
- Współautor i ekspert w programie edukacyjno-rozrywkowym pt. Fajniste Fafloki emitowanym przez OTVP w Katowicach (quiz o znajomości gwar śląskich)